# Shane Battier
Shane Courtney Battier (Birmingham, 9 settembre 1978) è un ex cestista statunitense, di ruolo ala piccola, professionista nella NBA. Nel corso della propria carriera si è distinto come uno dei più forti difensori in circolazione.

## Carriera
Dopo aver frequentato la Detroit Country Day High School, si iscrive alla Università Duke nella Carolina del Nord, dove si mette in luce per le sue qualità cestistiche, soprattutto difensive. Con i Duke Blue Devils, allenati da Mike Krzyzewski, vince il torneo di basket universitario nazionale (NCAA) nell 2001, vincendo il titolo di MOP.
Shane viene eletto con la sesta scelta assoluta al Draft 2001 dai Memphis Grizzlies.
Il suo anno da rookie si rivela ottimo, con 14,4 punti di media, 5,4 rimbalzi e 2,8 assist in 39,7 minuti giocati ad incontro, ma nonostante le sue buone prestazioni la squadra non riesce ad arrivare ai play-off. Viene inserito nell'NBA All-Rookie Team. Il secondo anno gioca in media 9 minuti in meno riuscendo a totalizzare solo 9,7 punti con 4,4 rimbalzi. Il 4 marzo 2005 realizza il suo career-high, mettendo a referto 33 punti contro i Toronto Raptors.

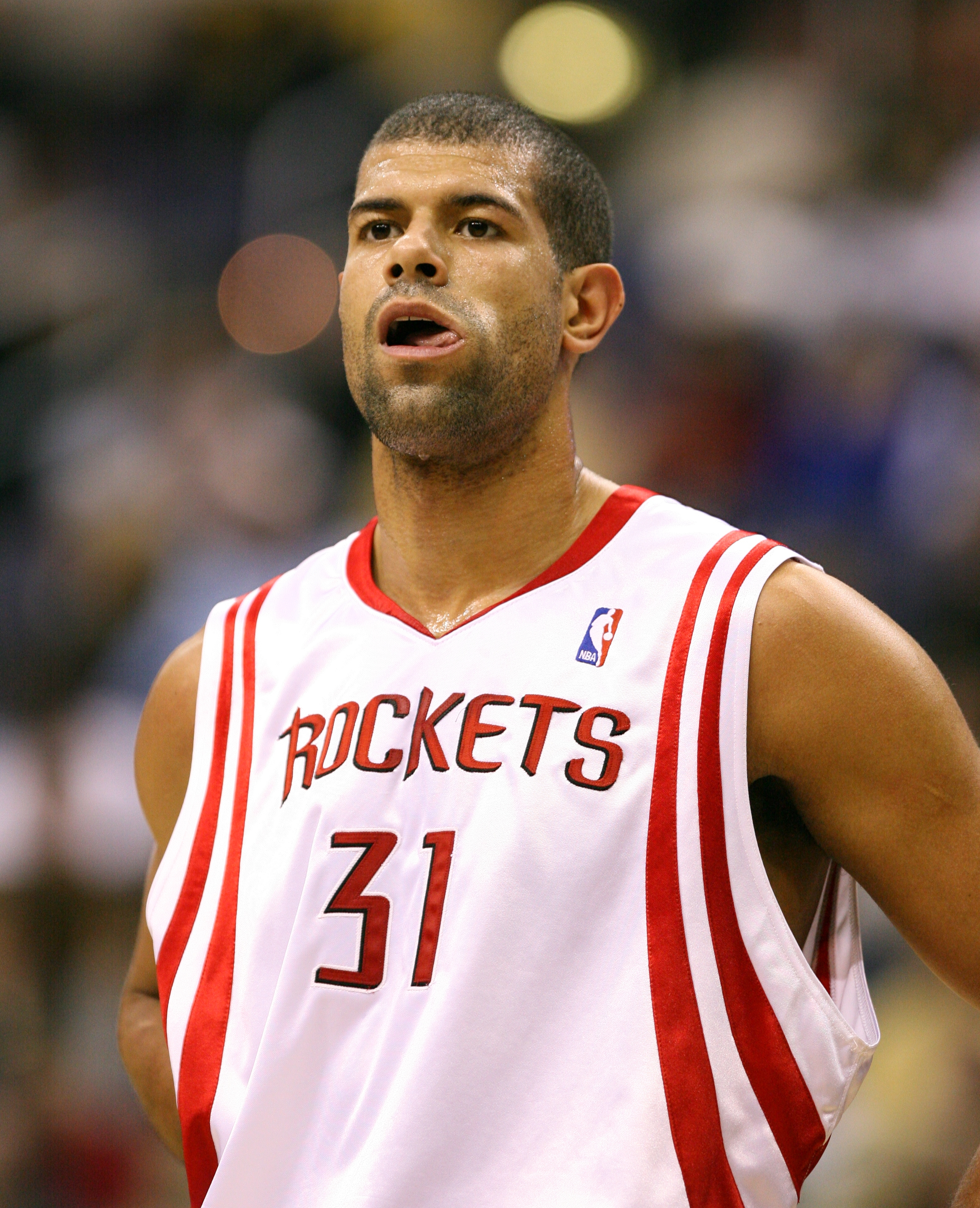
Battier con la casacca numero 31 degli Houston Rockets

Nell'estate del 2006 viene scelto per la spedizione per i Mondiali in Giappone. Qui il Team USA non ha fortuna e, dopo aver superato l'Australia e la Germania, vengono eliminati dalla Grecia in semifinale. Arriva così la medaglia di bronzo, dopo aver battuto l'Argentina di Emanuel Ginóbili.
Dopo cinque anni a Memphis decide di cambiare aria, e andare in Texas, dove si accasa con gli Houston Rockets. Qui trova ottimi giocatori come Yao Ming e Tracy McGrady. Con i Rockets, nel 2008 riesce nell'impresa di vincere 22 gare di fila, ottenendo così la seconda striscia vincente più lunga nella storia della lega (poi battuta nel 2013 dai Miami Heat dove ironicamente Battier sarà un giocatore degli Heat). Inoltre viene inserito nell'NBA All-Defensive Second Team, grazie ai suoi 9,3 punti, 5,1 rimbalzi e 1,0 stoppate a partita. I Rockets, però, ai Playoffs non riescono a ripetere quanto fatto vedere durante la regular season e vengono eliminati al primo turno dagli Utah Jazz (4-2). Gli anni seguenti sono fatte di sapori e dissapori per la franchigia texana, che dopo l'addio di Yao Ming, faticano ad arrivare alla post-season. Nella stagione 2008-2009 rientra nuovamente nell'NBA All-Defensive Second Team.
Durante la stagione 2010-11, dopo 59 partite viene ceduto nuovamente ai Memphis Grizzlies, dove conclude l'anno.
Rimasto "free-agent", nel corso dell'estate 2011, firma un nuovo contratto per gli ambiziosissimi Miami Heat, che l'anno prima erano arrivati sino alle finals, perdendo contro i Dallas Mavericks. La regular season per lui si rivela sotto le aspettative, mantenendo 4,8 punti di media e 2,4 rimbalzi in 23,1 minuti. Ai play-off gli Heat, guidati da LeBron James, arrivano fino alle Finals, dove affrontano gli Oklahoma City Thunder. Dopo la prima sconfitta in gara-1, gli Heat si rialzano battendo 4 volte di fila i Thunder, con uno Shane Battier da 10,2 punti e 3,3 rimbalzi. È il primo anello NBA per Battier.
La stagione successiva gli Heat riescono a vincere 27 gare di fila, superando il precedente record di 22 vittorie ottenute dagli Houston Rockets, squadra in cui militava Battier. È la seconda striscia più vincente nella storia dell'NBA, solo dietro ai Los Angeles Lakers 1971-72 che ottennero 33 vittorie consecutive.
Anche nella sua seconda stagione a Miami Shane Battier vince il titolo: questa volta i "suoi" Miami Heat battono 4-3 in finale i San Antonio Spurs dopo sette esaltanti partite. Battier risulta determinate per Miami in gara-7, dove registra un 6/8 da tre punti, dopo che per tutta la durata dei play-off aveva avuto difficoltà al tiro dalla lunga distanza, con percentuali bene al di sotto delle sue possibilità. È il secondo anello da Campione NBA per Battier. Durante i playoffs della stagione successiva, dichiara di meditare il ritiro: dopo la sconfitta 4-1 nelle Finali 2014, rende la decisione ufficiale.

## Statistiche
| † | Denota una stagione in cui ha vinto il titolo NBA. |

### College
| Anno       | Squadra          | PG  | PT  | MP   | TC%  | 3P%  | TL%  | RP  | AP  | PRP | SP  | PP   |
| ---------- | ---------------- | --- | --- | ---- | ---- | ---- | ---- | --- | --- | --- | --- | ---- |
| 1997-1998  | Duke Blue Devils | 36  | 20  | 24,6 | 53,9 | 16,7 | 73,1 | 6,4 | 1,1 | 1,4 | 1,5 | 7,6  |
| 1998-1999  | Duke Blue Devils | 37  | 27  | 23,8 | 54,5 | 41,5 | 72,4 | 4,9 | 1,5 | 1,8 | 1,2 | 9,1  |
| 1999-2000  | Duke Blue Devils | 34  | 34  | 35,5 | 49,6 | 44,4 | 81,7 | 5,6 | 2,1 | 2,0 | 2,1 | 17,4 |
| 2000-2001† | Duke Blue Devils | 39  | 39  | 34,9 | 47,1 | 41,9 | 79,6 | 7,3 | 1,8 | 2,1 | 2,3 | 19,9 |
| Carriera   | Carriera         | 146 | 120 | 29,7 | 50,0 | 41,6 | 77,7 | 6,1 | 1,6 | 1,8 | 1,7 | 13,6 |

### NBA

#### Regular season
| Anno       | Squadra           | PG  | PT  | MP   | TC%  | 3P%  | TL%  | RP  | AP  | PRP | SP  | PP   |
| ---------- | ----------------- | --- | --- | ---- | ---- | ---- | ---- | --- | --- | --- | --- | ---- |
| 2001-2002  | Memphis Grizzlies | 78  | 78  | 39,7 | 42,9 | 37,3 | 70,0 | 5,4 | 2,8 | 1,6 | 1,0 | 14,4 |
| 2002-2003  | Memphis Grizzlies | 78  | 47  | 30,6 | 48,3 | 39,8 | 82,8 | 4,4 | 1,3 | 1,3 | 1,1 | 9,7  |
| 2003-2004  | Memphis Grizzlies | 79  | 1   | 24,6 | 44,6 | 34,9 | 73,2 | 3,9 | 1,3 | 1,3 | 0,7 | 8,5  |
| 2004-2005  | Memphis Grizzlies | 80  | 72  | 31,5 | 44,2 | 39,5 | 78,9 | 5,2 | 1,6 | 1,1 | 1,0 | 9,9  |
| 2005-2006  | Memphis Grizzlies | 81  | 81  | 35,0 | 48,8 | 39,4 | 70,7 | 5,3 | 1,7 | 1,1 | 1,4 | 10,1 |
| 2006-2007  | Houston Rockets   | 82  | 82  | 36,4 | 44,6 | 42,1 | 77,9 | 4,1 | 2,1 | 1,0 | 0,7 | 10,1 |
| 2007-2008  | Houston Rockets   | 80  | 78  | 36,3 | 42,8 | 37,7 | 74,3 | 5,1 | 1,9 | 1,0 | 1,1 | 9,3  |
| 2008-2009  | Houston Rockets   | 60  | 59  | 33,9 | 41,0 | 38,4 | 82,1 | 4,8 | 2,3 | 0,8 | 0,9 | 7,3  |
| 2009-2010  | Houston Rockets   | 67  | 62  | 32,4 | 39,8 | 36,2 | 72,6 | 4,7 | 2,4 | 0,8 | 1,1 | 8,0  |
| 2010-2011  | Houston Rockets   | 59  | 59  | 30,8 | 45,6 | 39,1 | 64,5 | 4,8 | 2,6 | 0,9 | 1,2 | 8,6  |
| 2010-2011  | Memphis Grizzlies | 23  | 0   | 24,2 | 42,6 | 33,3 | 88,2 | 4,0 | 1,4 | 0,7 | 0,4 | 5,0  |
| 2011-2012† | Miami Heat        | 65  | 10  | 23,1 | 38,7 | 33,9 | 62,2 | 2,4 | 1,3 | 1,0 | 0,5 | 4,8  |
| 2012-2013† | Miami Heat        | 72  | 20  | 24,8 | 42,0 | 43,0 | 84,2 | 2,3 | 1,0 | 0,6 | 0,8 | 6,6  |
| 2013-2014  | Miami Heat        | 73  | 56  | 20,1 | 38,2 | 34,8 | 65,2 | 1,9 | 0,9 | 0,7 | 0,5 | 4,1  |
| Carriera   | Carriera          | 977 | 705 | 30,7 | 43,7 | 38,4 | 74,3 | 4,2 | 1,8 | 1,0 | 0,9 | 8,6  |

#### Play-off
| Anno     | Squadra           | PG  | PT | MP   | TC%  | 3P%  | TL%  | RP   | AP  | PRP | SP  | PP   |
| -------- | ----------------- | --- | -- | ---- | ---- | ---- | ---- | ---- | --- | --- | --- | ---- |
| 2004     | Memphis Grizzlies | 4   | 0  | 17,3 | 40,0 | 42,9 | 66,7 | 3,0  | 0,3 | 0,0 | 0,3 | 4,8  |
| 2005     | Memphis Grizzlies | 4   | 4  | 29,8 | 41,9 | 14,3 | 40,0 | 6,8  | 1,5 | 0,5 | 1,0 | 7,3  |
| 2006     | Memphis Grizzlies | 4   | 4  | 32,3 | 50,0 | 28,6 | 33,3 | 5,8  | 0,5 | 1,0 | 0,5 | 6,0  |
| 2007     | Houston Rockets   | 7   | 7  | 38,9 | 45,1 | 44,2 | 87,5 | 2,6  | 2,1 | 1,7 | 1,0 | 10,3 |
| 2008     | Houston Rockets   | 6   | 6  | 41,0 | 44,4 | 48,0 | 72,7 | 3,8  | 0,5 | 1,0 | 0,8 | 10,0 |
| 2009     | Houston Rockets   | 13  | 13 | 38,2 | 40,7 | 31,5 | 95,7 | 4,9  | 2,4 | 1,1 | 0,7 | 8,1  |
| 2011     | Memphis Grizzlies | 13  | 0  | 26,1 | 43,9 | 27,6 | 66,7 | 4 ,0 | 1,2 | 0,5 | 0,5 | 5,5  |
| 2012†    | Miami Heat        | 23  | 16 | 33,4 | 37,9 | 38,2 | 81,3 | 3,2  | 1,2 | 1,0 | 0,6 | 7,0  |
| 2013†    | Miami Heat        | 22  | 0  | 17,8 | 29,0 | 29,5 | 82,1 | 1,7  | 0,5 | 0,2 | 0,3 | 4,7  |
| 2014     | Miami Heat        | 16  | 6  | 12,6 | 46,2 | 45,0 | 80,0 | 0,6  | 0,3 | 0,3 | 0,1 | 2,3  |
| Carriera | Carriera          | 112 | 56 | 27,1 | 39,8 | 35,6 | 77,8 | 3,0  | 1,0 | 0,7 | 0,5 | 6,1  |

#### Massimi in carriera
- Massimo di punti: 33 vs Toronto Raptors (4 marzo 2005)[3]
- Massimo di rimbalzi: 14 (2 volte)
- Massimo di assist: 8 vs Milwaukee Bucks (18 dicembre 2001)
- Massimo di palle rubate: 5 (8 volte)
- Massimo di stoppate: 7 vs Sacramento Kings (3 marzo 2010)
- Massimo di tiri da tre: 7 vs New Jersey Nets (27 dicembre 2006)
- Massimo di tiri liberi: 9 (3 volte)

## Palmarès

### NBA
- Campionato NBA: 2

Miami Heat: 2012, 2013
- NBA All-Rookie First Team: 2002
- NBA All-Defensive Second Team: 2

2008, 2009

### NCAA
- Titoli NCAA: 1

Duke Blue Devils: 2001
- MVP delle Final Four (2001)
- McDonald's All-American Game (1997)
- NCAA AP Player of the Year (2001)
- NCAA John R. Wooden Award (2001)
- NCAA Naismith Men's College Player of the Year Award (2001)
- NCAA AP All-America First Team (2001)
- NCAA AP All-America Second Team (2000)
- AP College Player of the Year (2001)
- NABC Defensive Player of the Year: 3

1999, 2000, 2001
- Academic All-American of the Year (2001)
- Oscar Robertson Trophy (2001)
- Adolph Rupp Trophy (2001)
- ACC Co-Player of the Year (2001)
- Sporting News College Player of the Year (2001)
- La sua maglia n. 31 è stata ritirata dalla Università Duke